# Mary Martin
Mary Virginia Martin (Weatherford (Texas), 1 december 1913 — Rancho Mirage (Californië), 3 november 1990) was een Amerikaans zangeres en actrice.

## Biografie
Martin werd geboren als dochter van advocaat Preston Martin en muzieklerares Juanita Presley. Ze vertelde in haar autobiografie dat ze een gelukkige jeugd had en opgroeide als een tomboy. Ze trouwde op 15-jarige leeftijd met Ben Hagman en beviel in 1931 van een zoon, Larry Hagman. Ze was genoodzaakt van school te gaan en opende haar eigen dansschool in Californië om rond te komen.
Martin had echter hogere ambities. Ze acteerde als kind al in kleine theaters en nam op twaalfjarige leeftijd zanglessen. Ze trad op in verschillende nachtclubs en liet uiteindelijk in 1935 haar familie achter om zich volledig te storten op haar carrière. In 1938 maakte ze haar debuut op Broadway. Hoewel ze een bijrol speelde, werd ze opgemerkt en kreeg een contract aangeboden bij Paramount Pictures in Hollywood.
Martins eerste baan in de filmindustrie was de zangscènes van Margaret Sullavans personage op zich te nemen in The Shopworn Angel (1938). Al een jaar later maakte ze haar filmdebuut met een hoofdrol in de B-film The Great Victor Herbert (1939). Ze verscheen regelmatig in musicalfilms en speelde verschillende keren tegenover Bing Crosby. Intussen trouwde ze in 1940 met producent Richard Halliday, met wie ze een dochter kreeg.
Martin had echter weinig plezier in het maken van films. Ze maakte haar laatste film in 1943 en keerde terug naar Broadway. Ze had de hoofdrollen in verschillende grote musicals, waaronder South Pacific, Peter Pan, The Sound of Music en Jennie. In de jaren 50 maakte ze ook carrière in de televisieindustrie, met hoofdrollen in de televisiefilms Annie Get Your Gun (1957) en Peter Pan (1960). Ze bleef tot in de jaren 80 werkzaam als actrice.
Martin stierf op 76-jarige leeftijd aan darmkanker.